# Traducere automată
Traducerea automată este o ramură a lingvisticii computaționale care studiază utilizarea software-ului la traduceri între limbi naturale. Traducerea automată face parte din domeniul inteligenței artificiale (IA).